# Cassandrea
Cassandrea (llatí: Cassandrēa, en grec antic: Κασσάνδρεια, «Kassándreia»; en català antic Casseràndria) era una ciutat situada a l'estret istme que connectava la península de Pal·lene amb el continent, a la Calcídica, on abans hi havia la rica i important ciutat de Potidea (Ποτίδαια), una ciutat dòria colonitzada originàriament de Corint. El segle iv aC va ser destruïda i reconstruïda per Cassandre, a la qual degué el nou nom.
Potidea es va sotmetre als perses durant l'expedició de Xerxes I a Grècia a la Segona guerra mèdica, segons Heròdot, però després de la batalla de Salamina va tancar les portes a Artabazos que dirigia el destacament d'escorta a Xerxes cap a l'Hel·lespont. A la tornada el persa va assetjar la ciutat i l'anava a ocupar suposadament per la traïció d'un habitant quan es va descobrir la traïció, que va ser avortada. Un intent posterior no va tenir èxit per una pujada sobtada del mar mentre les tropes creuaven la badia per atacar la ciutat. Una part de l'exèrcit persa va quedar destruït, i la resta dels perses es van retirar. 300 ciutadans de Potidea van lluitar al costat dels atenencs a la batalla de Platea. Des de llavors la ciutat va ser tributària d'Atenes, sense trencar la seva relació metropolitana amb Corint, des d'on cada any, enviaven uns magistrats anomenats epidemiurgs. L'any 432 aC es va revoltar contra Atenes i es va aliar amb Perdicas II de Macedònia i Corint. Els atenencs la van bloquejar i no va capitular fins al cap de dos anys, després de passar una fam tan extrema que diuen que fins i tot els supervivents es menjaven els cadàvers, diu Tucídides. Atenes va enviar un milè de colons al territori per ocupar-lo i repoblar-lo, segons Diodor de Sicília.
Quan Bràsides va ocupar Amfípolis i altres ciutats tràcies va intentar ocupar Potidea però va fracassar. El 382 aC Olint la va ocupar, segons Xenofont. El 364 aC el general atenenc Timoteu va aconseguir també ocupar-la. Filip II de Macedònia la va ocupar i la va entregar a Olint i els habitants van ser venuts com esclaus o expulsats.
Cassandre, el fill d'Antípater, va fundar al lloc on era la ciutat, una ciutat nova a la qual va batejar com a Cassandrea. La va poblar amb estrangers i grecs de la rodalia, especialment d'Olint. Per la situació dels seus ports i pel domini que tenia de la fèrtil península de Pal·lene, aviat es va convertir en rica i poderosa, i va ser la ciutat macedònia més important.
Arsínoe, la vídua de Lisímac de Tràcia, es va retirar a Cassandrea amb els seus dos fills quan el marit va morir, segons Poliè. Ptolemeu Ceraune, germanastre d'Arsínoe, es va apoderar de la ciutat per traïció. Va rebre la llibertat i es va organitzar com a república sota sobirania de Macedònia. El 279 aC va caure en mans del tirà Apol·lodor. Filip V de Macedònia la va convertir en la seva base principal i lloc de construcció de naus. El seu fill Perseu de Macedònia va entrar en guerra contra els romans i el 169 aC, la flota romana en aliança amb Èumenes II de Pèrgam van assetjar per mar Cassandrea, i van ser rebutjats. Va passar a Roma amb la resta de Macedònia l'any 168 aC. August hi va establir una colònia romana.
Va existir en l'Imperi Romà fins que al segle v va ser destruïda pels huns, que no en van deixar quasi cap rastre, segons que diu l'historiador Procopi.